# Бу (тауншип, Миннесота)
Бу (англ. Buh) — тауншип в округе Моррисон, Миннесота, США. На 2000 год его население составило 572 человека.

## География
По данным Бюро переписи населения США площадь тауншипа составляет 92,9 км², из которых 92,8 км² занимает суша, а 0,1 км² — вода (0,14 %).

## Демография
Из 179 домохозяйств в 45,8 % воспитывались дети до 18 лет, в 71,5 % проживали супружеские пары, в 4,5 % проживали незамужние женщины и в 20,7 % домохозяйств проживали несемейные люди. 17,3 % домохозяйств состояли из одного человека, при том 6,7 % из — одиноких пожилых людей старше 65 лет. Средний размер домохозяйства — 3,15, а семьи — 3,64 человека.
31,6 % населения — младше 18 лет, 9,4 % — в возрасте от 18 до 24 лет, 28,7 % — от 25 до 44, 21,5 % — от 45 до 64, и 8,7 % — старше 65 лет. Средний возраст — 33 года. На каждые 100 женщин приходилось 115,0 мужчин. На каждые 100 женщин старше 18 приходилось 116,0 мужчин.
Средний годовой доход домохозяйства составлял 33 036 долларов, а средний годовой доход семьи — 39 688 долларов. Средний доход мужчин — 26 389 долларов, в то время как у женщин — 16 719. Доход на душу населения составил 13 168 долларов. За чертой бедности находились 11,7 % семей и 14,1 % всего населения тауншипа, из которых 15,4 % младше 18 и 12,0 % старше 65 лет.